# Synolcus acrobaptus
Synolcus acrobaptus är en tvåvingeart som först beskrevs av Christian Rudolph Wilhelm Wiedemann 1828.  Synolcus acrobaptus ingår i släktet Synolcus och familjen rovflugor. Inga underarter finns listade i Catalogue of Life.